# Турнов
Турнов (на чешки: Turnov; на немски: Turnau) е град в Либерецкия край, Чехия. Разположен на река Изера.

## История
Търнов е основан като град в Бохемия през 1272 г. от Ярослав и Хавел от Марквартице, над надвесените скали над река Изера. На това място преди това, през 1252 г. е основан и доминикански манастир от св. Здислава, съпруга на Хавел. По време на Средновековието, Турнов последователно е притежание на благородническите фамилии Вартенберг и Смиржицки. Средновековният град е уязвим от пожари и изгаря на няколко пъти – по време на Лужицкия кръстоносен поход през 1468 г., по време на Тридесетгодишната война (изгорен от шведите) през 1643 г., както и от стихиен пожар през 1707 г.
Ренесансовата сграда на кметството датира от 1562 г., докато трите му исторически църкви са основани през различни периоди – от 14 до 19 век. В едноименното предградие се намира замъка Хруби Рохозец, построен през 1250 г. и по-късно реконструиран в шато; в днешно време е открит за посещения. Самата община е собственик на замъка Валдщайн, седалището на известния род Валенщайн, който също е отворен за туристи.
Турнов отдавна е известен със своя опит в областта на обработката на скъпоценни камъни. Градът дърго време привлича много средновековни майстори и занаятчии, които произвеждат бижута от местния бохемски гранат. В града е основано първото европейско техническо училище за обработка на скъпоценни камъни, метали и бижута през 1882 г., което все още съществува като едно от най-добрите училища от този вид в света. Музеят в Бохемския рай притежава значителна колекция от скъпоценни камъни и бижута, както и геоложки, археологични и фолклорни експонати.
Край Турнов се намират много исторически и природни забележителности в Бохемския рай, като например руините на замъка Троски, замъка Хруба Скала, спа-курорта Седмихорки и гори със скални образувания и туристически пътеки, което го прави популярно място за туризъм.

## Демография
| Година    | 1900 | 1950   | 1970   | 1980   | 1991   | 2001   | 2003   |
| --------- | ---- | ------ | ------ | ------ | ------ | ------ | ------ |
| Население | 9028 | 11 268 | 13 633 | 14 550 | 14 398 | 14 513 | 14 507 |

## Градски части
1. Турнов[4]
2. Далимержице (Daliměřice)
3. Хруби Рохозец (Hrubý Rohozec)
4. Кадержавец (Kadeřavec)
5. Машов (Mašov)
6. Пелешани (Pelešany)
7. Буковина (Bukovina)
8. Доланки (Dolánky)
9. Кобилка (Kobylka)
10. Лоужек (Loužek)
11. Мали Рохозец (Malý Rohozec)
12. Мокржини (Mokřiny)
13. Вазовец (Vazovec)

## Кметове[5]
- Вацлав Шолц 1989 – 1998
- Милан Хейдук 1998 – 2006
- Хана Майерова 2006
- Томаш Хоцке

## Личности
- Ян Паточка – чешки философ

## Побратимени градове
Турнов е побратимен град или партньор с:
- Реувейк (Reeuwijk), Холандия
- Явор (град), Полша
- Ниски (Niesky), Германия
- Кестхей, Унгария
- Мурска Собота, Словения
- Алвеста, Швеция
- Идар-Оберщайн, Германия